# Бруквил (Пенсилванија)
Бруквил (енгл. Brookville) град је у америчкој савезној држави Пенсилванија.

## Демографија
По попису из 2010. године број становника је 3.924, што је 306 (-7,2%) становника мање него 2000. године.
| Група             | 2000.         | 2010.         |
| Белци             | 4.145 (98,0%) | 3.807 (97,0%) |
| Афроамериканци    | 11 (0,3%)     | 16 (0,4%)     |
| Азијати           | 30 (0,7%)     | 17 (0,4%)     |
| Хиспаноамериканци | 20 (0,5%)     | 42 (1,1%)     |
| Укупно            | 4.230         | 3.924         |